# Georg Wilhelm Freyreiss
Georg Wilhelm Freyreiss (* 12. Juli 1789 in Frankfurt am Main; † 1. April 1825 in Leopoldina, Brasilien) war ein deutscher Forschungsreisender und Naturkundler in Brasilien, der dort 1817 die deutsche Kolonie Leopoldina (heute: Helvécia) in Bahia gründete.

## Leben
Der Sohn eines Schuhmachers erhielt eine kaufmännische Ausbildung in Frankfurt, war aber auch sehr der Naturkunde zugeneigt. Seine Reiselust hielt ihn nicht im Kaufmannsberuf. Daher kam er auf Empfehlung 1809 nach St. Petersburg, wo er mit Georg Heinrich von Langsdorff in Kontakt kam. Als dieser zum Russischen Konsul in Brasilien berufen wurde, begleitete Freyreiss ihn 1812. Wegen widrigen Wetters überwinterten sie in Karlshamn in Schweden. Sie erreichten Rio de Janeiro am 29. August 1813. Dort befreundete Freyreiss sich mit dem Schwedisch-Norwegischen Generalkonsul Lorentz Westin, der ihn mit den nötigen Geldmitteln ausstattete, um zu reisen und naturkundliche Objekte zu sammeln. Im Juli 1814 ging Freyreiss auf eine Reise nach Minas Gerais zusammen mit dem Direktor einer Minengesellschaft Wilhelm Ludwig von Eschwege. Er sammelte Tiere und Pflanzen und studierte die indianischen Ureinwohner und landschaftliche Besonderheiten. Im Januar 1815 kehrte er nach Rio zurück. In Langsdorffs Haus traf er auf Friedrich Sellow, sie planten eine Reise und Freyreiss wurde von der Brasilianischen Regierung als finanzierter Naturforscher des Königs mit einem jährlichen Betrag und Empfehlungsschreiben ausgestattet und der Anwartschaft einer Professur der Zoologie geehrt. Als Prinz Maximilian zu Wied-Neuwied im Juli 1815 in Rio eintraf, entschied sich, dass beide ihn auf seiner Reise in das Innere Brasiliens begleiten (1815–1817). Freyreiss trennte sich mehrmals von der Expedition, um eigene Reisen zu unternehmen, und blieb schließlich in Bahia, wo er sich niederließ und die Kolonie Leopoldina gründete. Er sammelte naturkundliche Objekte, die er nach Moskau, Stockholm, Frankfurt, Leiden und Berlin sandte. Über die Sammlung von Lorentz Westin sind seine Objekte auch nach Uppsala gelangt. Er bereitete sich gerade auf eine Reise auf dem Amazonas vor, als ihn der Tod ereilte.

## Leistungen
Freyreiss gehört zu den frühen Sammlern naturkundlicher Objekte in Brasilien. Er war vor allem ornithologisch interessiert: er präparierte Vogelhäute und -bälge, aber auch Pflanzen. Die gesammelten Naturalien schickte er an die königliche Akademie in Stockholm, 
der wissenschaftliche Bericht wurde von Olof Swartz bearbeitet, einige Pflanzen auch durch Carl Peter Thunberg. Seine umfangreichen Sammlungen gingen außerdem an verschiedene Naturforschende Gesellschaften in Graz, Moskau, Stockholm, Berlin, Leiden und auch Hanau. Er wurde am 13. April 1818 eines der „stiftenden Mitglieder“ der Senckenbergischen Naturforschenden Gesellschaft in Frankfurt/M., die ihn finanziell unterstützte und im Gegenzug Vögel und Pflanzen bekam.
Er verfasste Berichte über seine Reisen in Brasilien, die sich durch genaue Beobachtungen von Natur, Land und Leuten auszeichnen. Seine „Reisen in Brasilien“ wurden jedoch erst mehr als 140 Jahre nach seinem Tod veröffentlicht. Er gilt als Gründer der deutschen Kolonie Leopoldina westlich von Caravelas in Bahia.

## Werke
- Beiträge zur näheren Kenntniß des Kaiserthums Brasilien, nebst einer Schilderung der neuen Kolonie Leopoldina und der wichtigsten Erwerbszweige für europäische Ansiedler, sowie einer Darstellung der Ursachen, wodurch neue Ansiedlungen mißglückten, Sauerländer, Frankfurt 1824 (später ins Schwedische übersetzt durch C.A.M. Lindman)
- Reisen in Brasilien 1968 (posthum), 1992 (portugiesische Ausgabe)

## Ehrungen
Im Januar 1816 wurde Freyreiss korrespondierenden Mitglied der Königlichen Akademie der Wissenschaften in Stockholm.
Nach Freyreiss benannt wurden:
Tiere:
- Diclidurus freyreisii (Fledermaus), benannt durch Maximilian zu Wied-Neuwied, ein Synonym zu Diclidurus albus
- Cucujus freyreisii (Käfer), benannt durch Carl von Heyden

Pflanzen:
- Asteraceae Ophryosporus freyreissii (Baker 1876)
- Cyclanthaceae Evodianthus freyreissii (Lindm. 1900)
- Dryopteridaceae Aspidium freyreissii (Wikstr. 1825)
- Eriocaulaceae Dupatya freyreissii (Kuntze 1891)
- Eriocaulaceae Paepalanthus freyreissii (Körn. 1863)
- Melastomataceae Leandra freyreissii (Cogn. 1886)
- Myrtaceae Gomidesia freyreissiana (O. Berg 1857)
- Myrtaceae Myrcia freyreissiana (Kiaersk. 1893)
- Polypodiaceae Polypodium freyreisii (Spreng.)